# Olive Oatman
Olive Oatman (* 1837 in Illinois; † 20. März 1903 in Sherman) wurde als Mädchen in Arizona von (vermutlich) Tonto-Apachen entführt, kam über einen Tauschhandel zu Mohave und wurde fünf Jahre später befreit.

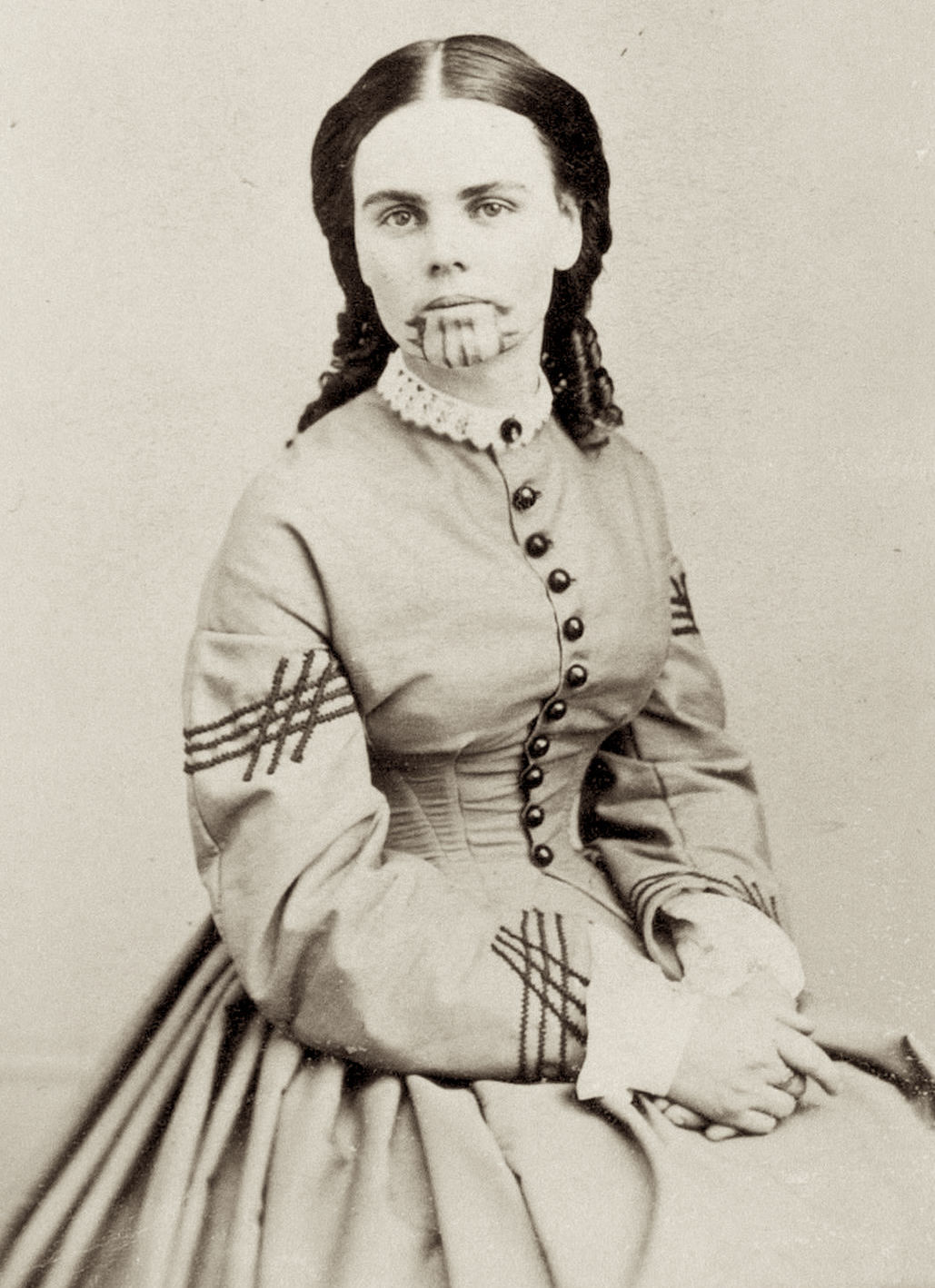
Olive Oatman

## Leben

### Die Reise
Olive Oatman war eines von sieben Kindern des Mormonen-Ehepaars Royce und Mary Ann Oatman, die 1832 geheiratet hatten.
Da der Vater wegen eines Unfalls nicht länger als Farmer arbeiten konnte, beschloss er, mit seiner Familie nach New Mexico zu ziehen. Er schloss sich 1850 einem Mormonen-Treck an, der sich nach Meinungsverschiedenheiten aufteilte. Die Oatmans entschieden sich zusammen mit anderen für die südliche Route. Zu Beginn des Jahres 1851 erreichten sie New Mexico. Aber auch Mexiko erwies sich aufgrund des Klimas für die Familie als ungeeignet, und so zogen sie weiter in Richtung Kalifornien.
Bei Maricopa Wells erreichte der Treck feindliches Indianergebiet. Die meisten Familien blieben und siedelten dort, wie ihnen geraten worden war. Die Oatmans jedoch zogen weiter, vermutlich alleine.

### DasOatman-Massaker

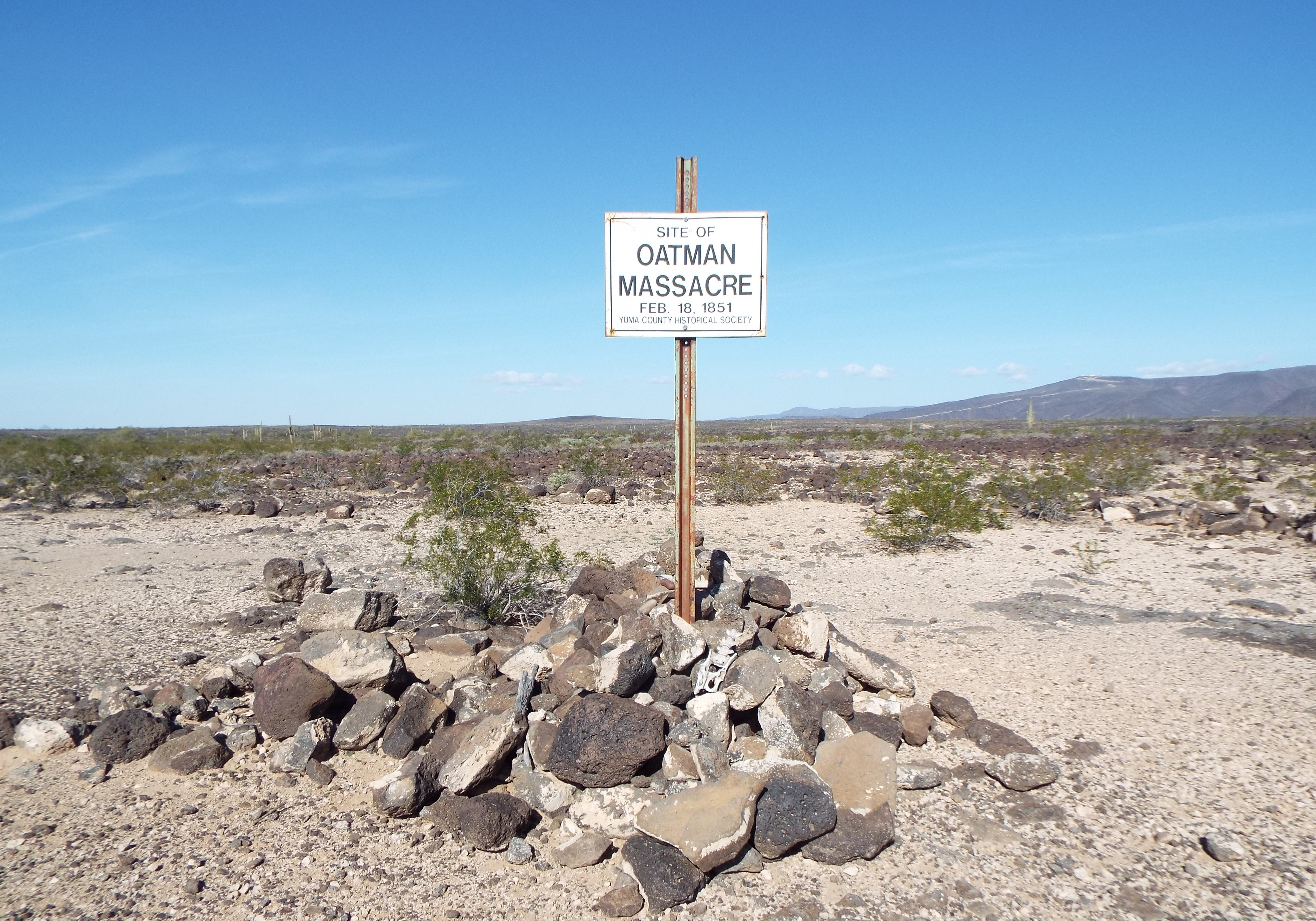
Der Ort des Massakers

Beim Gila River, etwa 140 Kilometer östlich von Yuma, begegnete die Familie am vierten Tag, am 18. Februar 1851, einer Gruppe von Indianern, die nach Tabak, Lebensmitteln und Waffen fragte. Während dieser Begegnung wurden die Oatmans überfallen. Die Eltern und vier Kinder wurden getötet. Die dreizehnjährige Olive, die siebenjährige Schwester Mary Ann und der fünfzehnjährige Lorenzo überlebten. Später identifizierte Olive die Indianer als vermutlich Tonto-Apachen, wobei auch denkbar ist, dass es sich um West-Yavapai oder Tolkepayas handelte.
Die Mädchen wurden verschleppt. Lorenzo blieb verletzt liegen, weil er für tot gehalten wurde. Er schleppte sich zur nächsten Siedlung, wo er versorgt wurde. Drei Tage später wurden die Toten aufgefunden und unter einem Steinhaufen beerdigt.

### Entführung und Gefangenschaft
Bei den Indianern mussten die Mädchen Sklavenarbeiten verrichten wie Holz und Wasser tragen. Da es Verständigungsschwierigkeiten gab, wurden sie oft geschlagen. Nach einem Jahr kam eine Gruppe von Mohave-Indianern, um mit den Entführern Handel zu treiben. Dabei tauschten sie gegen zwei Pferde, Gemüse und Decken auch die beiden Mädchen ein. In mehreren Tagesmärschen legten sie den Weg zum Lager der Mohave zurück, heute bei der Stadt Needles.
Von der Familie des Anführers wurden die Mädchen gut aufgenommen. Sie erhielten ein Stück Land, das sie bestellen konnten, und wurden nach der Art der Mohave gekleidet. Ob sie tatsächlich als Familienmitglieder angesehen waren, ist jedoch unklar. Offenbar betrachteten sich beide Mädchen als Gefangene und trauten sich nicht zu fliehen. Als eine große Gruppe von Weißen die Mohave besuchte, nahmen sie keinen Kontakt auf. Viele  Jahre später, als Olive einen Anführer der Mohave in New York traf, unterhielten sie sich über ihre Zeit bei den Indianern. Im Verlauf der Zeit schilderte Olive ihre Gefangenschaft immer weniger positiv. Es ist nicht auszuschließen, dass für die anfänglich positiven Äußerungen das Stockholm-Syndrom verantwortlich war.
Beide Oatman-Mädchen wurden am Kinn und an den Armen tätowiert. Die Tätowierung war ein Zeichen der Stammeszugehörigkeit und sollte Sicherheit beim Übergang ins Jenseits gewähren, war also keine Brandmarkung als Sklavin.
Vermutlich 1855 kam es zu einer großen Hungersnot. Neben zahlreichen Angehörigen ihres Volkes verhungerte auch die damals zehn- oder elfjährige Mary Ann.

### Die Befreiung
Das Gerücht, dass bei den Mohave eine junge Weiße lebte, hatte sich in der Region herumgesprochen. Als Olive neunzehn war, kam ein indianischer Bote der Regierung von Fort Yuma ins Dorf und forderte Olives Freilassung. Nach längeren Verhandlungen, bei denen auch Olive beteiligt war, wurde sie im Tausch gegen Decken und Pferde am 28. Februar 1856 freigelassen. Topeka, die Tochter des Paares, das Olive aufgenommen hatte, begleitete sie auf der 20-tägigen Reise nach Fort Yuma. Bevor sie das Fort betrat, verlangte Olive, die nur mit einem traditionellen Grasrock bekleidet war, zuerst einmal passende Kleidung. Im Inneren dann wurde sie jubelnd empfangen.
Nach einigen Tagen traf sie ihren Bruder Lorenzo wieder, der sie und ihre Schwester erfolglos gesucht hatte. Die Kunde dieses Wiedersehens verbreitete sich rasch in den Medien.

### Nach der Befreiung

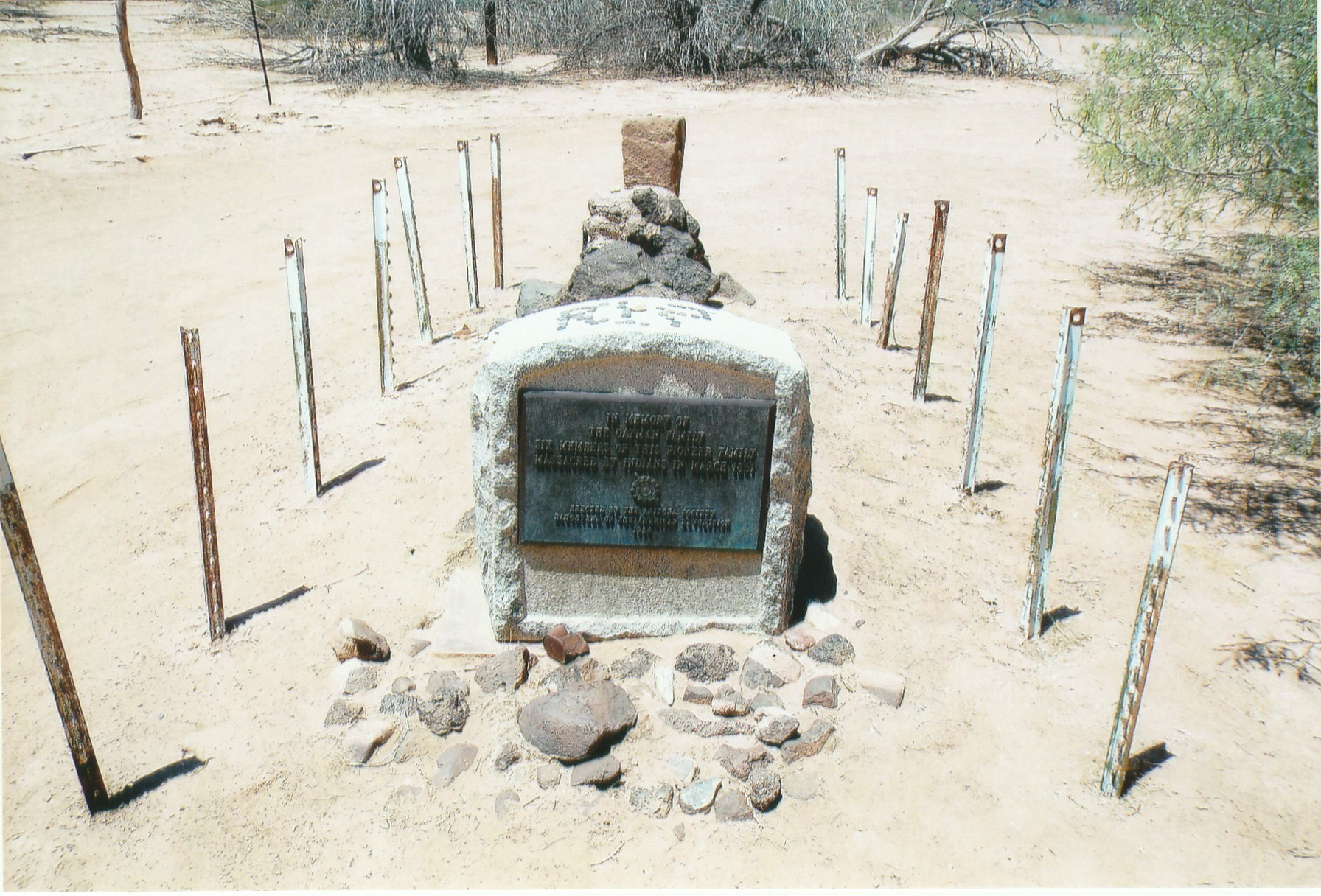
Das Familiengrab der Oatmans

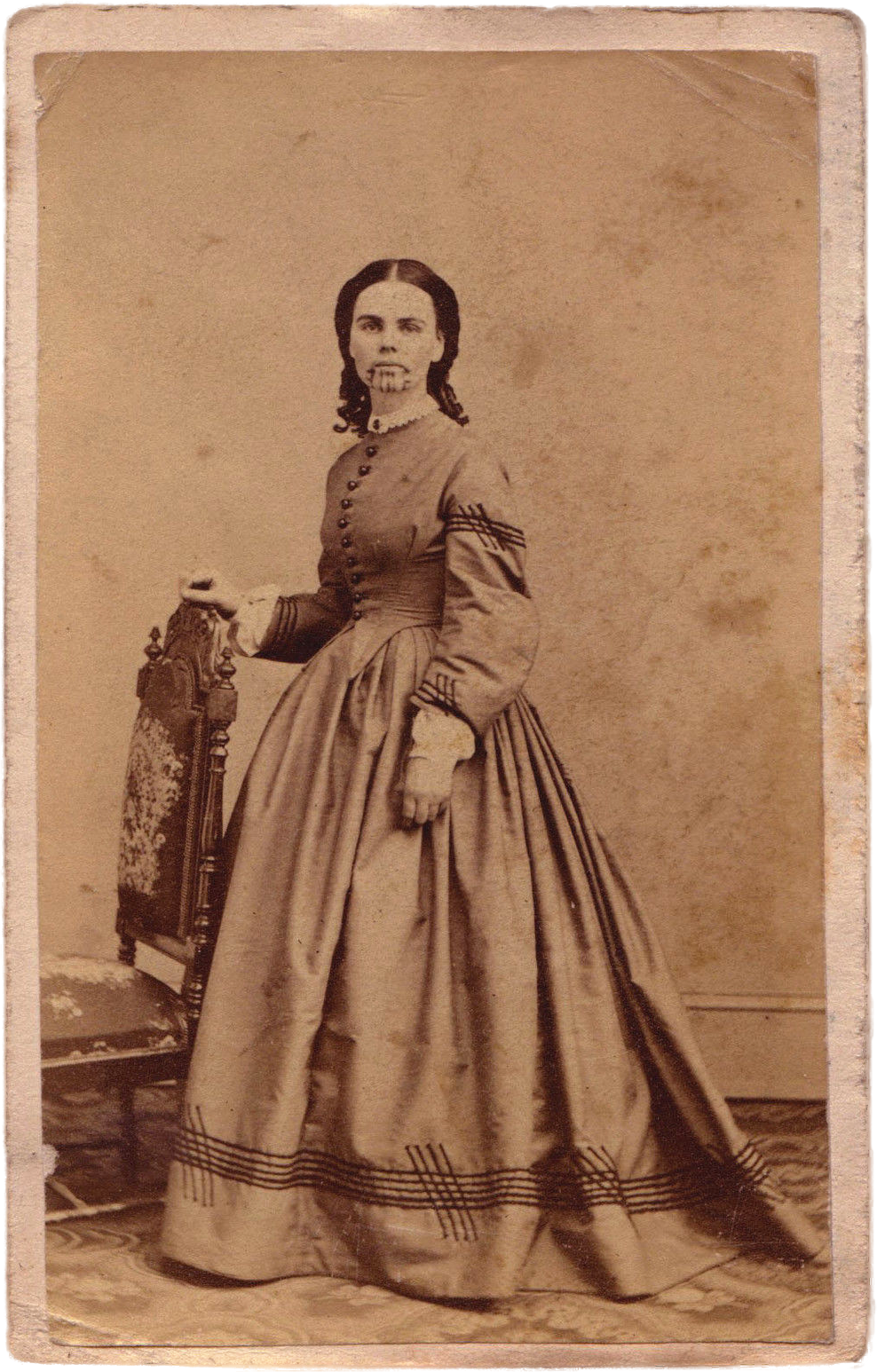
In späteren Jahren

1857 schrieb der Pastor Royal B. Stratton das Buch Captivity of the Oatman Girls: Being an Interesting Narrative of Life among the Apache and Mohave Indians, das sich 30.000 Mal verkaufte, was einem Bestseller gleichkam. Aus dem Erlös des Verkaufs wurde die Ausbildung am College an der University of the Pacific für Olive und Lorenzo Oatman bezahlt. 1858 zogen die Geschwister Oatman zusammen mit Stratton nach New York. Um den Verkauf anzukurbeln, ging Olive auf Vortragsreisen und erzählte von ihren Erlebnissen bei den Indianern.
Im November 1865 heiratete Olive den Viehzüchter John Brant Fairchild (1830–1907), der ein wohlhabender Banker wurde. Das Paar lebte zuerst in guten Verhältnissen für sieben Jahre in Detroit, dann zogen sie nach Sherman, Texas. 1876 adoptierten sie ein Mädchen, Mary „Mamie“ Elizabeth (1874–1913). Olive litt immer wieder an posttraumatischen Belastungsstörungen wie lähmenden Kopfschmerzen und Depressionen.
Am 21. März 1903 starb Olive Oatman im Alter von 66 Jahren an einem Herzinfarkt. Sie wurde auf dem West Hill Cemetery in Sherman begraben. In Arizona ist die Stadt Oatman nach ihr benannt. Ihr Bruder Lorenzo verstarb am 8. Oktober 1901.

## Film
In der amerikanischen TV-Serie Hell on Wheels ist Olive Oatman das Vorbild für die Prostituierte Eva Toole. Sie wird gespielt von Robin McLeavy. Evas Lebensumstände im Film haben jedoch, abgesehen von der Entführung durch Indianer und ihrer Tätowierung, nichts mit Olive Oatman zu tun.